# District Călărași
Călărași is een Roemeens district (județ) in de historische regio Walachije, met als hoofdstad Călărași (77.819 inwoners). De gangbare afkorting voor het district is CL.

## Demografie
In het jaar 2002 had Călărași 324.617 inwoners en een bevolkingsdichtheid van 64 inwoners per km².

### Bevolkingsgroepen
Ongeveer 95% van de bevolking is Roemeen. De grootste minderheid, zijn de Roma's, met ongeveer 5% van de bevolking.

## Geografie
Het district heeft een oppervlakte van 5088 km².

## Aangrenzende districten
- Giurgiu in het westen
- Ilfov in het noordwesten
- Ialomița in het noorden
- Constanța in het oosten
- Land Bulgarije (regio: Zuid-Dobroedzja oblast: Silistra) in het zuiden

## Autostrada Soarelui
De Roemeense snelweg A2, "autostrada soarelui" (een soort autoroute du soleil van Roemenië) gaat door de provincie bij de steden Fundulea en Lehliu Gară. De snelweg is pas gebouwd, en gaat tot het dorpje Drajna. Het is de bedoeling dat hij verder tot de havenstad Constanța wordt doorgetrokken.

## Steden
- Călărași
- Oltenița
- Budești
- Lehliu Gară
- Fundulea